# T.N.T. (singolo AC/DC)
T.N.T. è un noto brano della band hard rock australiana degli AC/DC, quarto singolo della band e secondo dal disco che lo contiene, T.N.T..

## La canzone
Il brano è annoverato tra i più noti della band ed uno dei più suonati dagli AC/DC in concerto. Durante quasi tutta la canzone tranne i versi e l'assolo, Mark Evans e Malcolm Young, in coro, mimano un suono che si può sentire come un rauco "ohi", di cui non è mai stato spiegato il significato da nessun membro della band. Della canzone è stato fatto un video nel quale la band suona in concerto nel quale spesso dal pavimento escono vampate di fumo alternate con momenti confusi nel quale si vede qualcosa esplodere nel cielo.

## Formazione
- Bon Scott - voce
- Angus Young - chitarra
- Malcolm Young - chitarra, cori
- Mark Evans - basso, cori
- Phil Rudd - batteria

## Curiosità
- La canzone TNT è stata utilizzata come soundtrack del videogioco Tony Hawk's Pro Skater 4.